# Lernplateau
Im Zusammenhang zwischen Übungszeit und Lernerfolg treten während des Lernens Lernplateaus auf, in denen zeitweise der Lernfortschritt stagniert. Die Lernkurve steigt also nicht weiter an und verläuft für eine gewisse Zeit nahezu waagrecht. Lernplateaus lassen sich nicht umgehen und treten immer dann auf, wenn im Gehirn Einzelelemente zu einem großen Block zusammengefasst werden. Dieser Vorgang wird auch als Automatisierung bezeichnet. Das Gehirn bildet so neue vereinfachte Strukturen, welche wichtig für den weiteren Lernfortschritt sind. Während dieser Zeit weiterzulernen wäre nicht effektiv. Deshalb sollte man in der Planung seiner Lernzeit mehrere kürzere Lernpausen einplanen.
Erstmals beschrieben wurden Lernplateaus vom Autor und Lehrer George Burr Leonard. Dieser beschrieb 1991, auf Basis seiner Tätigkeit als Ausbilder von Kampfpiloten im Zweiten Weltkrieg und seinen späteren Erfahrungen als Motivationstrainer und Aikido-Meister, den Unterschied zwischen Lernkurven in der Wissensbildung und der Lernkurve für Tätigkeiten.